# 1065 Amundsenia
1065 Amundsenia är en asteroid i huvudbältet som upptäcktes den 4 augusti 1926 av den ryske astronomen Sergej Beljavskij (Belyavsky) vid Simeizobservatoriet på Krim. Dess preliminära beteckning var 1926 PD. Den namngavs sedan efter den norske polarforskaren Roald Amundsen.
Amundsenia tillhör de asteroider som korsar planeten Mars bana.
Amundsenias senaste periheliepassage skedde den 28 november 2020.[Uppdatering behövs] Observationer har gett vid handen att asteroiden har en rotationstid på 7,7594 timmar.